# Vävtyngd

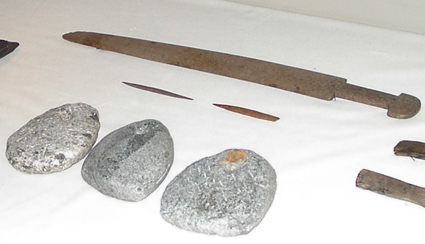
Vävtyngder från Lödöse

Vävtyngder är släta hålförsedda vikter av lera eller sten som är ganska vanliga fynd på boplatser från järnåldern och medeltiden i Nordeuropa. Särskilt i nedbrända hus bevaras de bra eftersom eldsvådan kan omvandla lertyngderna till keramik. Ofta finner man dem i grophus.

## Vävning i stående vävstolar
Vävtyngderna ingick i den varptyngda väven och hängdes i nedre änden av på varptrådarna. Järnålderns textilhantverk förefaller ha varit en utpräglad kvinnosyssla, vilket innebär att vävtyngderna är ett viktigt källmaterial i studiet av kvinnors vardagliga arbete.
Vävstolarna stod upprätt vilket var en av förutsättningarna för behovet av vävtyngder. Det finns en uppsats som behandlar vävtyngder hittade i Birkas garnison.
Vävtyngder finns inte bara från järnåldern utan är också vanliga från bronsåldern